# جورج جاي غاسكين
جورج جاي غاسكين (بالإنجليزية: George J. Gaskin)‏ هو مغني أمريكي، ولد في 1863، وتوفي في 1920.

## وصلات خارجية
- جورج جاي غاسكين على موقع ميوزك برينز (الإنجليزية)
- جورج جاي غاسكين على موقع ديسكوغز (الإنجليزية)